# Museo di archeologia e scienze naturali Giuseppe Zannato
Il Museo di archeologia e scienze naturali Giuseppe Zannato è un museo situato a Montecchio Maggiore in provincia di Vicenza.

## Storia
Giuseppe Zannato, nel 1922, possedeva una collezione privata che nel 1983 passò al Comune. Dal 2007 il museo è situato nella villa Lorenzoni.

## Descrizione
Il museo raccoglie reperti archeologici provenienti dell'ovest Vicentino, in particolare della Valle dell'Agno e della Valle del Chiampo.
È suddiviso in tre sezioni e varie sale: sezione archeologica, sezione naturalistica e collezione mineralogica e ospita uno spazio per le mostre temporanee.